# 2-D (sanger)
|  | Flytteforslag Denne side er foreslået flyttet til 2-D (Gorillaz). Klik her for at se flytteforslaget. |

Stuart Harold "2-D" Pot er en fiktiv britisk sanger og musiker som er medlem af Gorillaz. Han er blevet skabt af Damon Albarn og Jamie Hewlett. Han blev først set i Tomorrow Comes Today.